# Nous les Européens

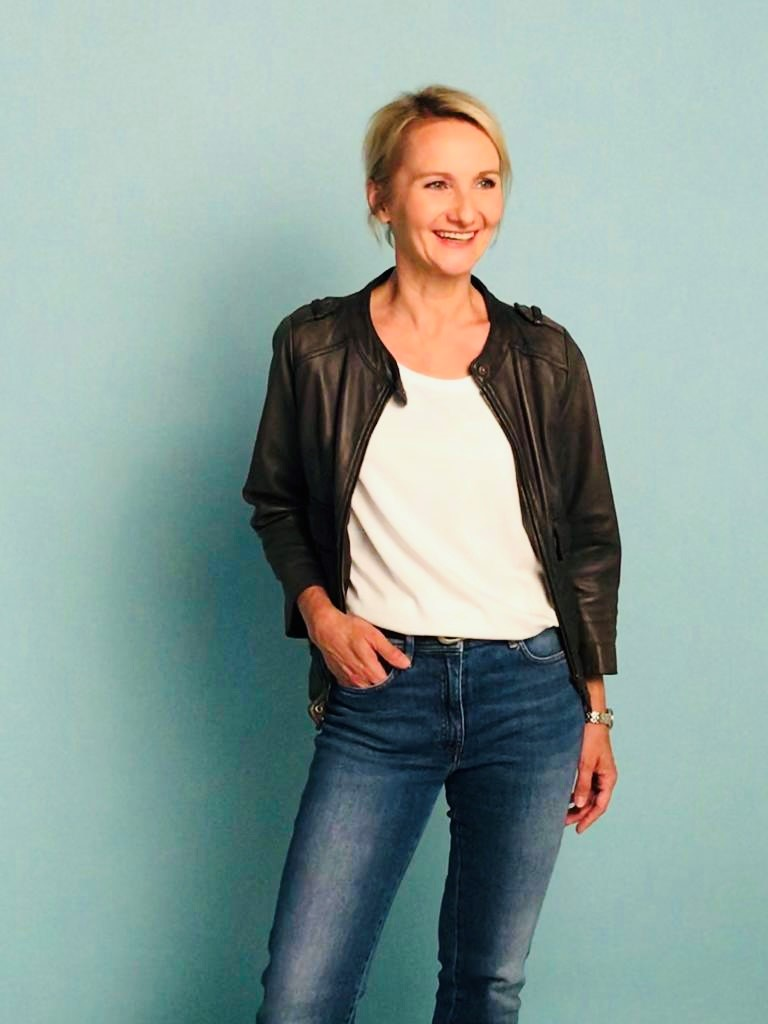
Eléonore Gay.

Nous, les Européens est un magazine de la rédaction de France Télévisions diffusé sur France 2 dans le cadre de la « Soirée 2 l'info », le jeudi à 0 h 15, et sur France 3 le dimanche à 10 h 40. Depuis le 12 septembre 2021, ce programme est présenté par Eléonore Gay.

## Principe
Le magazine traite chaque semaine un thème d'actualité en Europe, souvent dans l'un des 27 pays de l'Union européenne, à travers un reportage, et des plateaux et interviews sur le terrain, à l'étranger ou en France, avec des personnalités politiques ou engagées, des acteurs de la société, des citoyens européens,. Face à des enjeux communs aux 500 millions d'Européens, l'émission traite des solutions inventées par nos voisins pour y répondre. Elles peuvent être inspirantes, ou faire débat.
La saison 2021-2022 a marqué un tournant dans la ligne éditoriale du magazine, davantage liée à l’actualité. Un choix renforcé par le déclenchement de la guerre en Ukraine, ou la présidence française de l’Union européenne.
Les deux premières saisons, de 2019 à 2021, étaient présentées par Francis Letellier. Ce programme a remplacé l'émission Avenue de l'Europe, présentée par Véronique Auger.

## Saisons
Chaque épisode dure 26 minutes.

### Saison 1 (2019-2020)
1. Finlande : les secrets du bonheur[2]
2. Autriche : un pays qui passe au vert
3. Allemagne : et si on habitait ensemble ?
4. Barcelone, ville intelligente
5. Danemark : la fin du gaspillage
6. Les recettes du "miracle" portugais
7. La médecine du futur en Estonie
8. Italie : ensemble, c'est mieux
9. Allemagne : les pionniers du bien-être animal
10. Angleterre : une mode éthique mais pas toc
11. Les recettes du "miracle" portugais (rediffusion)
12. Autriche : un pays qui passe au vert (rediffusion)
13. Danemark : la fin du gaspillage (rediffusion)
14. Spécial déconfinement
15. L'Europe d'après
16. Le coronavirus #etaprès ? Serons-nous tous fichés ?
17. Parité : la longue marche
18. Handicap : chacun a sa place
19. Le vélo : ça roule
20. Pays-Bas : le pays laboratoire
21. L'été sera chaud

### Saison 2 (2020-2021)
1. Les champions de l'égalité
2. Migrants, la seconde chance
3. Covid-19 : quelle est la bonne stratégie ?
4. Des chasseurs chassés ?
5. Grèce, label hellène
6. Sortez les enfants
7. Cancer : les mains de l'espoir
8. Cannabis : des citoyens en pétard
9. Finlande : les secrets du bonheur (rediffusion)
10. Suisse : l’habitat participatif
11. Roumanie : le vent du changement
12. Le bien et l'animal
13. "Ma petite entreprise ne connaît pas la crise"
14. Pologne : se battre pour ses droits
15. Un toit pour tous
16. "Allo, parents, bobo…"
17. Espagne, la vie quand même
18. L'Europe de l'amour
19. Migrants, la seconde chance
20. Réensauvagement : le pense-bête
21. Vive le retour au pays
22. L'avion de demain
23. Nouvelles tactiques pour le plastique

### Saison 3 (2021-2022)
1. Bon appétit !
2. Le train de nuit sur la bonne voie
3. Islande, les pionniers du Nord
4. Malte, le confetti de l'Europe
5. L'appel de la forêt
6. Autisme: fais-moi une place !
7. Le rêve du plein emploi
8. Hydrogène, la révolution de l'énergie ?
9. L'assiette du futur
10. Réfugiés : après l'exil, l'intégration
11. Contraception, le tour des hommes
12. Les nouveaux défis de l'Allemagne
13. Slovénie, la vie en vert
14. Danemark, une solidarité sans limites ?
15. Moldavie, sous la menace russe
16. Textile en Europe, la renaissance
17. Prison, la vie d'après
18. Hongrie, le pays qui défie l'Europe
19. Animaux, une si précieuse compagnie
20. Finlande, l'adieu à la neutralité
21. Travailler moins, travailler mieux ?
22. Circuits courts : et maintenant, les fleurs !
23. Les nouvelles routes des vacances